# آلکساندرو (بازیکن فوتبال)
آلکساندرو دا سیلوا باتیستا (به پرتغالی: Alexsandro da Silva Batista) مهاجم اهل برزیل است که در شهر کابو فریو و در تاریخ ۶ نوامبر ۱۹۸۶ به دنیا آمده‌است.
آلکساندرو دا سیلوا باتیستا در تیم‌های فوتبال Cabofriense سابقهٔ حضور دارد.